# Chameleon in the Shadow of the Night
Chameleon in the Shadow of the Night (Mai 1973) ist Peter Hammills zweites Soloalbum. Er nahm es im Februar und März 1973 größtenteils zuhause in seinem neu eingerichteten Studio (genannt Sofa Sound, da das Mischpult aus Platzmangel im Wohnzimmer stand und vom Sofa aus bedient wurde) auf. Er spielte die meisten Instrumente selbst (darunter auch zum ersten Mal E-Gitarre), holte für einige Songs aber auch die Ex-Kollegen seiner früheren Band Van der Graaf Generator, die sich im August des Vorjahres aufgelöst hatte, ins Studio.
Die Songs sind wesentlich komplexer als auf dem Vorgängeralbum Fool’s Mate; einige davon hatte Hammill ursprünglich für VdGG geschrieben, darunter (In the) Black Room, das dann auch 1975, als sich die Band neu formierte, in deren Live-Repertoire übernommen wurde. Easy to slip away ist eine Art Fortsetzung zu Refugees (vom Album The Least We Can Do Is Wave to Each Other), während German Overalls die Erlebnisse der Deutschlandtournee im Mai 1971 beschreibt – der Titel ist eine (wohl beabsichtigte) Fehlübersetzung von "Deutschland über alles".
Hammill experimentiert hier auch zum ersten Mal selbst mit Effekten wie Echo und Feedback, die einige Jahre später auf Alben wie pH7 oder A Black Box eine große Rolle spielen sollten.

## Titelliste
Seite 1
1. German Overalls – 7:04
2. Slender Threads – 4:57
3. Rock and Rôle – 6:41
4. In the End – 7:26

Seite 2
1. What's it Worth – 4:00
2. Easy to slip away – 5:21
3. Dropping the Torch – 4:11
4. (In the) Black Room/The Tower – 10:46

Der 2006 erschienene CD-Remaster enthält außerdem drei Bonustitel: das 1973 aufgenommene, aber damals nicht veröffentlichte Rain (3am) sowie Live-Versionen von In the End und Easy to slip away von 1978.